# Justyna Święty-Ersetic
Justyna Święty-Ersetic (Drezdenko, Racibórz de 1992) é uma velocista polonesa, campeã olímpica especialista nos 400 metros rasos.
Integrou as equipe femininas polonesas que foram medalha de prata no revezamento 4x400 m indoor no  Campeonato Mundial de Atletismo em Pista Coberta de 2016, em Portland, Estados Unidos e no Campeonato Mundial de Atletismo em Pista Coberta de 2018, em Birmingham, Inglaterra. Ainda em 2018, foi campeã europeia dos 400 metros em Berlim, Alemanha.
Medalhista mundial integrando o revezamento polonês em Londres 2017 e Doha 2019, em Tóquio 2020 tornou-se campeã olímpica integrando o revezamento 4x400 m misto da Polônia, disputado pela primeira vez em Olimpíadas, com Karol Zalewski, Natalia Kaczmarek e Kajetan Duszynski, com a segunda melhor marca do mundo e o primeiro recorde olímpico estabelecido.  Foi também medalha de prata no revezamento 4x400 m, quando a equipe polonesa quebrou o recorde nacional feminino em 3:20.53.